# Усманова, Минсылу Губайтовна
Минсылу Губайтовна Усманова (род. 1 мая 1950) — башкирский языковед, педагог-методист, доктор филологических наук, профессор. Почётный работник высшего профессионального образования РФ (2010).

## Биография
В 1972 году окончила Башкирский государственный университет (ныне Уфимский университет науки и технологий).
Работала в Институте истории, языка и литературы Башкирского научного центра Уральского отделения АН СССР.
С 1991 — преподаватель Башкирского государственного университета.
С 2008 — преподаватель факультета башкирской филологии Башкирского государственного педагогического университета имени М. Акмуллы, профессор кафедры башкирского языка и методики его преподавания.
Научные исследования посвящены функциональной грамматике, ономастике башкирского языка, топонимике, методике преподавания башкирского языка в русскоязычных и национальных школах. Автор около 200 научных и учебно-методических работ, а также учебных словарей.

## Награды
- Награждена знаком «Отличник образования Республики Башкортостан» (2002).

## Основные работы
- Усманова М. Г. Топонимия бассейна реки Сакмары : автореферат дис. ... кандидата филологических наук : 10.02.02 / Башк. гос. ун-т им. 40-летия Октября. - Уфа, 1990. - 23 с.
- Усманова М. Г. Имя отчей земли: Историко-лингвистическое исследование топонимии бассейна реки Сакмар. — Уфа: Китап, 1994. — 272 с. — ISBN 5-295-01337-5.
- Усманова М. Г. Функционально-семантическая классификация глаголов башкирского языка. — Уфа, 2002.